# Penares orthotriaena
Penares orthotriaena är en svampdjursart som beskrevs av Burton 1931. Penares orthotriaena ingår i släktet Penares och familjen Ancorinidae.
Artens utbredningsområde är havet utanför Sydafrika. Inga underarter finns listade i Catalogue of Life.